# SN 1976Q
SN 1976Q – niepotwierdzona supernowa odkryta 14 listopada 1976 roku w galaktyce A212054-6713. W momencie odkrycia miała maksymalną jasność 18,50m.